# Фердинанд Фридрих (герцог Ангальт-Кётена)
Фридрих Фердинанд Ангальт-Кётенский (нем. Friedrich Ferdinand von Anhalt-Köthen; 25 июня 1769, Плес — 23 августа 1830, Кётен) — герцог Ангальт-Кётенский с 16 декабря 1818. Из династии Асканиев,  генерал прусской армии.

## Биография
Фердинанд — второй сын князя Фридриха Эрдмана Ангальт-Кётен-Плесского и графини Луизы Фердинанды Штольберг-Вернигеродской. В 1786 году он поступил на службу в прусскую армию, где дослужился до генерал-майора и отличился в рейнских походах 1792-94 годов.
После смерти отца в 1797 году Фердинанд унаследовал княжество Плес в Верхней Силезии, где проживал в унаследованных владениях, и путешествовал, в 1806 году вновь отправился служить в прусскую армию. После битвы при Йене и Ауэрштедте он пробился со своим полком у Цеденика через вражескую линию, но был вынужден отступить в Богемию, чтобы сдать оружие австрийцам. Вскоре после этого он уволился и после поездки в Голландию и Францию проживал в Плесе. Во время Освободительных войн 1813 года он командовал силезским ополчением.
Первый брак Фердинанда с Луизой Шлезвиг-Гольштейн-Зондербург-Бекской закончился смертью супруги. В 1816 году он вступил во второй брак с Юлией фон Бранденбург, дочерью Фридриха Вильгельма II в его морганатическом браке с Софией фон Денгоф.
В 1818 году после смерти своего племянника, малолетнего герцога Людвига Августа Ангальт-Кётенского, Фердинанд стал правителем Ангальт-Кётена, оставив плесские владения своему брату Генриху.
В результате победы Пруссии Ангальт практически полностью оказался окружён Пруссией, что привело к таможенным конфликтам, о которых Фердинанд ещё в 1821 году заявил на союзном уровне. Лишь в 1828 году было достигнуто соглашение между Пруссией, Ангальт-Кётеном и Ангальт-Дессау. В эти годы Фердинанд пытался развивать в Нинбурге экспортный порт, пытаясь обойти прусскую таможню водным путём.
Во время поездки в Париж в 1825 году Фердинанд вместе со своей второй супругой Юлией перешёл в католицизм. Его безуспешные устремления ввести в своём княжестве католицизм и придать протестантской церкви иерархический характер вызвали всеобщее недовольство.
Фердинанд Фридрих оставил след в истории своей многолетней поддержкой гомеопатии. Он предоставил кров Самуэлю Ганеману в 1821 году, назначив его своим лейб-медиком. Ганеман со своим многочисленным семейством прожил в Кётене 14 лет, здесь появились его наиболее важные труды. Затем он женился на своей французской пациентке и уехал в Париж.
Интересы Фердинанда в сельском хозяйстве концентрировались преимущественно на овцеводстве, и шерсть была важным экспортным товаром Ангальт-Кётена. В Гримшлебене близ Нинбурга придворный архитектор Готфрид Бандхауэр построил овчарню в классицистском стиле. Недостаточные площади лугов в Ангальте побудили Фердинанда основать в 1828 году в крымских степях на юге Украины овцеводческую колонию Аскания-Нова, «Новую Асканию», которая сохранилась под этим именем до настоящего времени и является сейчас природоохранной территорией.
Фердинанд Фридрих умер бездетным и был похоронен в усыпальнице церкви Св. Марии. Его вдова переехала в Вену, а правителем Ангальт-Кётена стал его брат Генрих.

## Награды
Королевства Пруссия:
- Орден «Pour le Mérite» (6 января 1793)[7]
- Орден Красного орла (1798)[8]
- Орден Чёрного орла (20 мая 1816)[9]
- Железный крест 2-го класса на белой ленте с чёрными полосками

Прочие:
- Орден Верности, большой крест (великое герцогство Баден)
- Орден Церингенского льва, большой крест (великое герцогство Баден)
- Орден Нидерландского льва, большой крест (королевство Нидерланды)
- Династический орден Белого сокола, большой крест (великое герцогство Саксен-Веймар-Эйзенах)
- Орден Золотого руна (Австрийская империя)
- Королевский венгерский орден Святого Стефана, большой крест (королевство Венгрия)
- Верховный орден Христа, большой крест с бриллиантами (Папский престол)